# 淡路谷佳幸
淡路谷 佳幸（あわじたに よしゆき、1989年(平成元年)1月23日 - ）は、日本のエイ革職人、アーティスト。
19歳の時、創作活動中に剣道の防具から日本の伝統皮革であるエイ革の存在を知る。古来より日本刀や武具に使用され、その丈夫さや美しさに惹かれ独自の研究をした。21歳で『ルナロッサ・ヨッピー』を創業。2023年にエイ革縫製技術の特許を取得。伝統皮革を現代に蘇らせる為、エイ革の研究と技術開発を行う近代エイ革技術の先駆者。

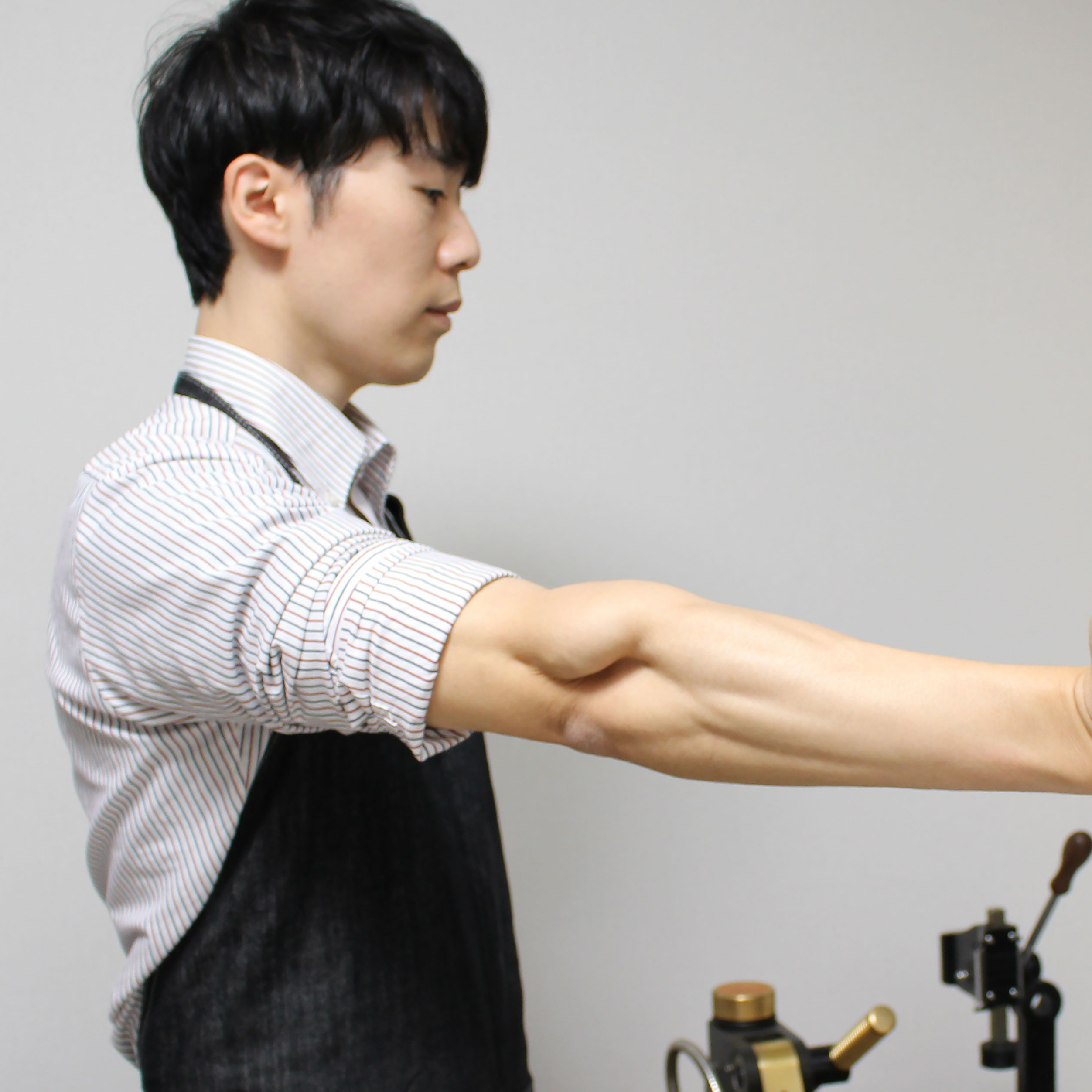
エイ革の特殊な縫製によって出来た腕の筋肉 - 淡路谷佳幸の腕

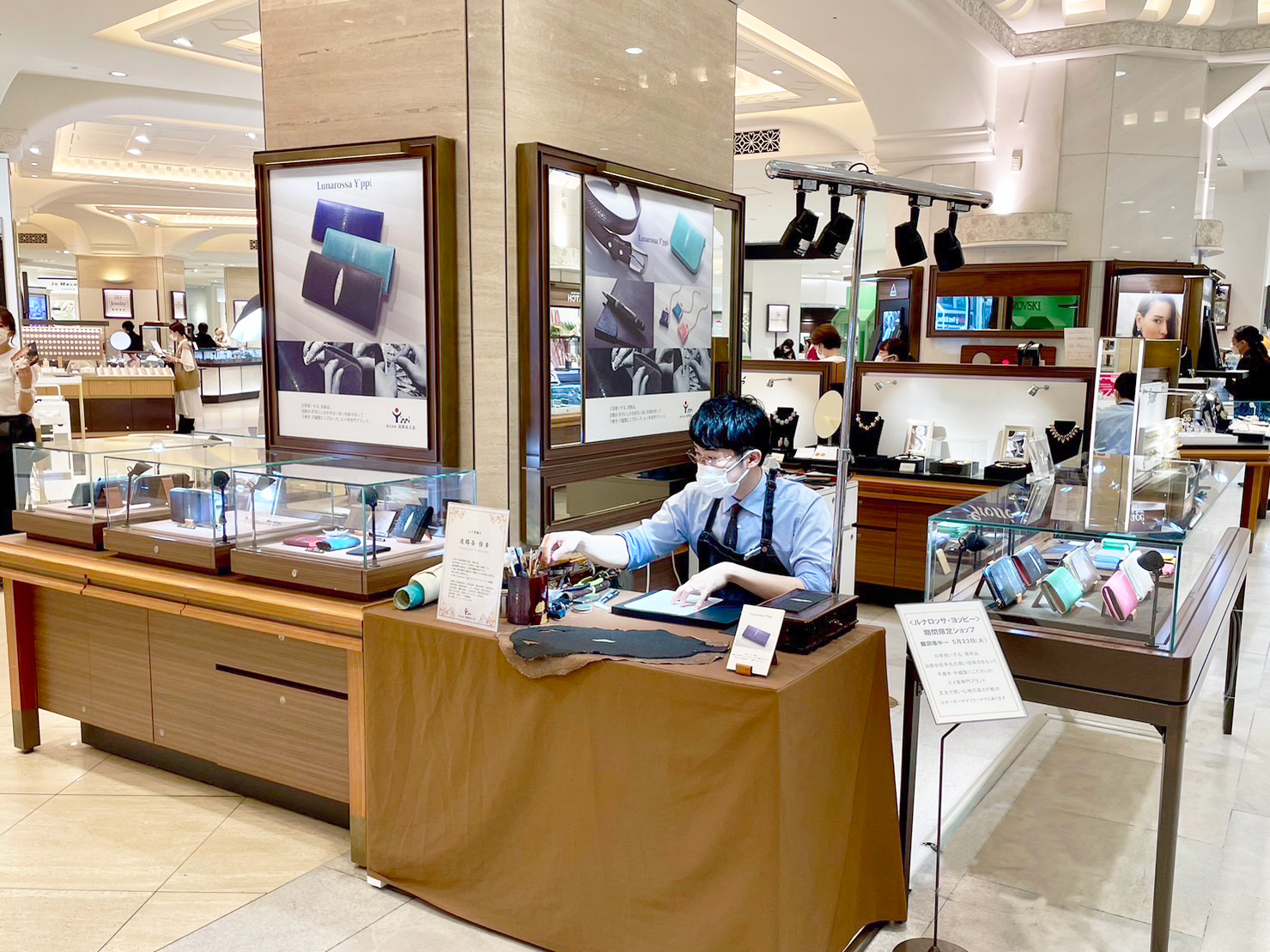
催事風景

## 経歴
- 1989年 – 淡路谷佳幸は大阪市に生まれる。芸術に触れる機会も多く、物心がつく頃には色彩を合わせる事や物を作ることが大好きな少年だった。
- 1997年 – 8歳から師を見つけ本格的なものづくり（疑似餌製作）を始める。
- 2007年 – 18歳で縫製を独学で学ぶ。
- 2008年 – 19歳、創作活動中に剣道のサメ胴からエイ革の魅力に惹かれ、独自の研究と技術開発を行う。

- 2010年 - 21歳でエイ革専門店『Lunarossa Y’ ppi』ルナロッサ・ヨッピー[2]を創業。
- 2014年 - 近鉄あべのハルカス、グランドオープンにともない百貨店初出展。
- 2015年 - 阪急うめだ本店の時計店にて常設開始。
- 2016年 - 日本橋髙島屋初出展、玉川高島屋初出展、大阪高島屋初出展。福井洋傘「ガルーシャ・アンブレラストラップ」製作。
- 2017年 - 新宿高島屋初出展、川西阪急初出展。
- 2018年 - 伊勢丹新宿本店メンズ館でエイ革にマーブリングを施した「ブルーオーロラ」が発表。水戸京成百貨店で藍染のエイ革と内装には富嶽三十六景を手刷りした作品「富嶽三十六景」が発表。高崎高島屋初出展。
- 2019年 - 大丸東京初出展、港南台高島屋初出展。月9ドラマ「シャーロック」に革ファイルを美術提供。
- 2022年 - 株式会社 淡路谷工匠として法人化。大阪髙島屋５階ウォッチリペア店内常設開始。
- 2023年 - エイ革縫製技術の特許を取得。羽田空港内にある「JMC[3]」に出展。
- 2024年 - カデンシア&コンシェル[4]とのコラボジュエリー発表。岡山髙島屋初出展。
- 2025年 - 所さんの学校では教えてくれないそこんトコロ！でTV出演「ネジを使うスゴイ職人SP[5]」。